# Dasyscyphus tricolor
Dasyscyphus tricolor är en svampart som först beskrevs av James Sowerby, och fick sitt nu gällande namn av Samuel Frederick Gray 1821. Dasyscyphus tricolor ingår i släktet Dasyscyphus och familjen Hyaloscyphaceae.   Inga underarter finns listade i Catalogue of Life.
I den svenska databasen Dyntaxa används istället namnet Proliferodiscus tricolor för samma taxon.  Arten är reproducerande i Sverige.